# Pavlodar (tỉnh)
Pavlodar (Kazakhstan: Павлодар облысы, Pavlodar oblısı), là một tỉnh của nước cộng hòa Kazakhstan, với thủ phủ là thành phố Pavlodar, đồng thời là thành phố lớn nhất tỉnh với dân số 300.200 dân, toàn tỉnh có dân số 744.860 người. Pavlodar có đường biên giới chung với vùng Altai, tỉnh Novosibirsk và tỉnh Omsk của Nga ở phía Bắc, ngoài ra nó còn giáp với 4 tỉnh khác của Kazakhstan: Akmola (phía tây), Đông Kazakhstan (ở phía nam-đông), Bắc Kazakhstan (ở phía bắc-tây), và Karagandy (phía nam). Nhiều người Ukraine di cư đến Pavlodar dưới thời chiến dịch Nikita Khrushchev's Virgin Lands, của Liên Xô. Sông Irtysh chảy từ dãy núi Altay ở Trung Quốc trên đường đến Nga có chảy qua Pavlodar. Vườn quốc gia Bayanaul nằm trên địa bàn tỉnh trong phạm vi 100 km của Ekibastuz.

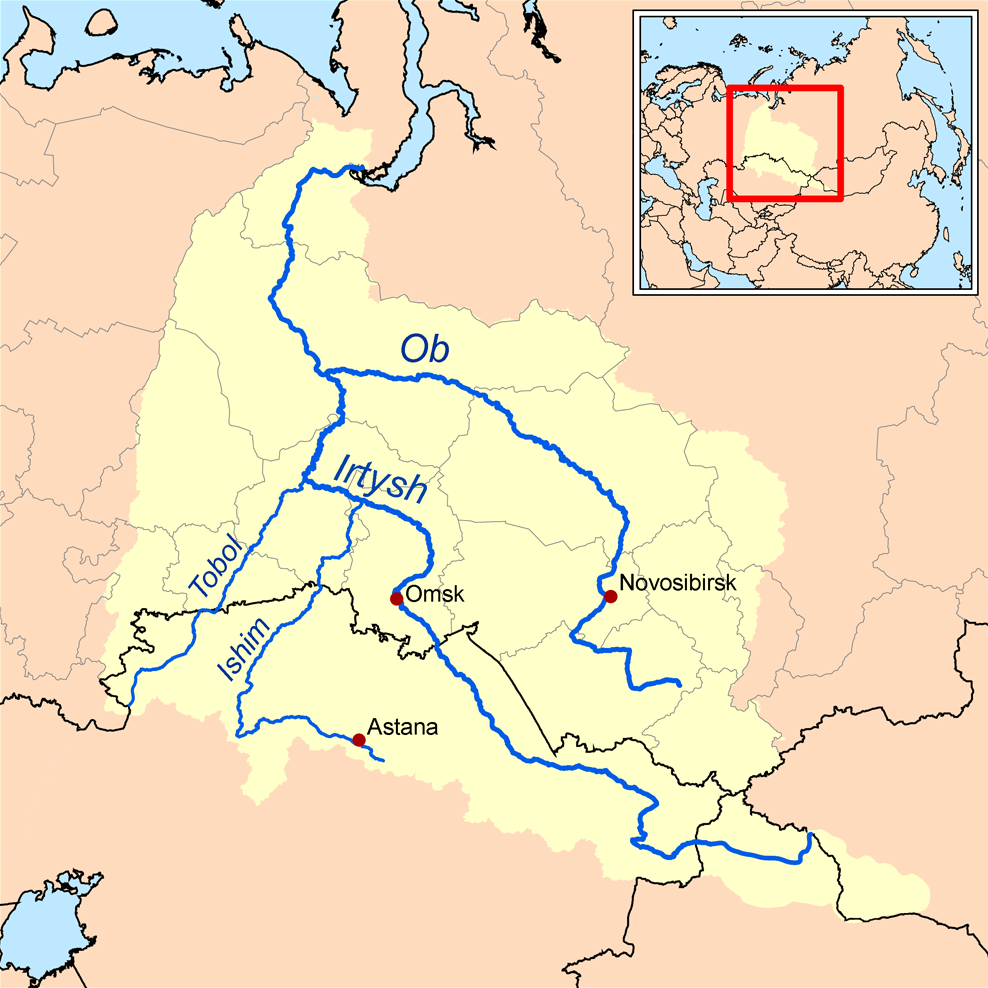
Sông Irtysh và Sông Ob cùng lưu cực của chúng

## Thành phố lớn và các làng
1. Pavlodar
2. Ekibastuz
3. Aqsu
4. Shcherbakty

## Nhân khẩu (2007)
Tỉnh Pavlodar là một địa bàn đa chủng tộc cư trú ở Kazakhstan:
1. Người Kazakh - 46,15%
2. Người Nga - 38,26%
3. Người Ukraina - 6,39%
4. Người Đức - 3,21%
5. Người Tatar - 2,07%
6. Người Belarus - 0,86%
7. Người Moldovans - 0,39%
8. Người Ingushes - 0,25%
9. Người Chechnya - 0,25%
10. Người Azeris - 0,25%
11. Người Bashkirs - 0,20%
12. Dân tộc khác - 1,75%.

Theo cuộc điều tra dân số 2009, người Kazakhs chiếm 47,7%.

## Liên kết
- Official regional website